# A Mariña Oriental
A Mariña Oriental egy comarca (járás) Spanyolország Galicia autonóm közösségében, Lugo tartományban. Székhelye .

## Települések
A székhely neve félkövérrel szerepel.
- Barreiros
- A Pontenova
- Ribadeo
- Trabada

1. ↑  https://www.ine.es/dynt3/inebase/index.htm?padre=525